# Ralph Lauren (marca)
 Nota: Este artigo é sobre a marca Ralph Lauren; para a pessoa, veja Ralph Lauren.
A Ralph Lauren é uma marca americana de moda, fundada em 1967 pelo estilista Ralph Lauren. Com sede em Nova York, a empresa produz produtos que vão desde a preços mais baratos até produtos de luxo. A Ralph Lauren é conhecida por comercializar e distribuir produtos em quatro categorias: vestuário, artigos para casa, acessórios e fragrâncias. Sua marca mais conhecida é a Polo Ralph Lauren, mas a empresa também possui outras linhas, que variam de marcas mais em conta até a linha de luxo Ralph Lauren Purple Label, sua marca de vestuário mais cara.
A Ralph Lauren licencia seu nome e marca para diversas empresas: a Luxottica para óculos; a L'Oréal para fragrâncias e cosméticos; a Hanesbrands para roupas íntimas e pijamas; a O5 Apparel para a marca Chaps; a Kohl's e a Hollander Sleep Products para roupas de cama; a Designers Guild para tecidos e papéis de parede; e a Theodore Alexander para móveis.